# Стефан Цариградски
Преподобни Стефан је најпре био дворски чиновник код цара Маврикија. Потом оставио дворску службу и гоњен љубављу Христовом подигао дом милосрђа за старце у Цариграду. Скончао мирно 614. године.
Српска православна црква слави га 27. фебруара по црквеном, а 12. марта по грегоријанском календару.